# Flackwell Heath
Flackwell Heath – wieś w Anglii, w hrabstwie Buckinghamshire, w dystrykcie (unitary authority) Buckinghamshire. Leży 42 km na zachód od centrum Londynu. Miejscowość liczy 5900 mieszkańców.